# Benz Viktoria
Benz Viktoria - автомобіль, що вироблявся німецькою компанією Benz.
Це перший автомобіль, що з'явився у Львові[джерело?]. Сталося це 1897 року.

## Історія
Німецький інженер Карл Бенц (Karl Friedrich Michael Benz), що в 1886 році випустив свій перший автомобіль - Benz Patent-Motorwagen, задумався над проектуванням нової машини. Адже попередня була триколісною, що і відбилося на слабкому попиті споживачів. Тож  з 1891 року Карл Бенц почав працював над вирішенням однієї, але ключової проблеми, що полягала у можливості управління двома передніми колесами. У 1893 році інженер знайшов рішення проблеми у вигляді вертикального стрижня з укріпленим на ньому важелем, що одразу і запатентував. Після вирішення цих проблем, винахідник задумав створення свого другого автомобіля, котрий мав бути на чотирьох колесах. 

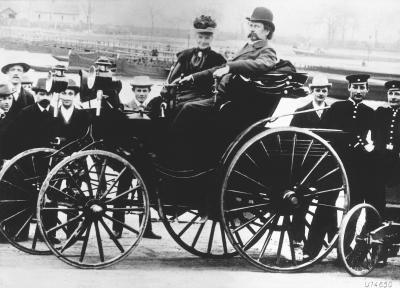
Берта Бенц з Карлом Бенцом на Benz Viktoria (1894)

Автомобіль розпочали виробляти на Рейнській газомоторній фабриці в місті Мангейм, Німеччина. Також говорили, що "Вікторія" була улюбленим автомобілем Карла Бенца.

## Модифікації
За 5 років виробництва, існувало чотири різних технічні модифікації автомобіля, котрі відрізнялися характеристиками двигуна.

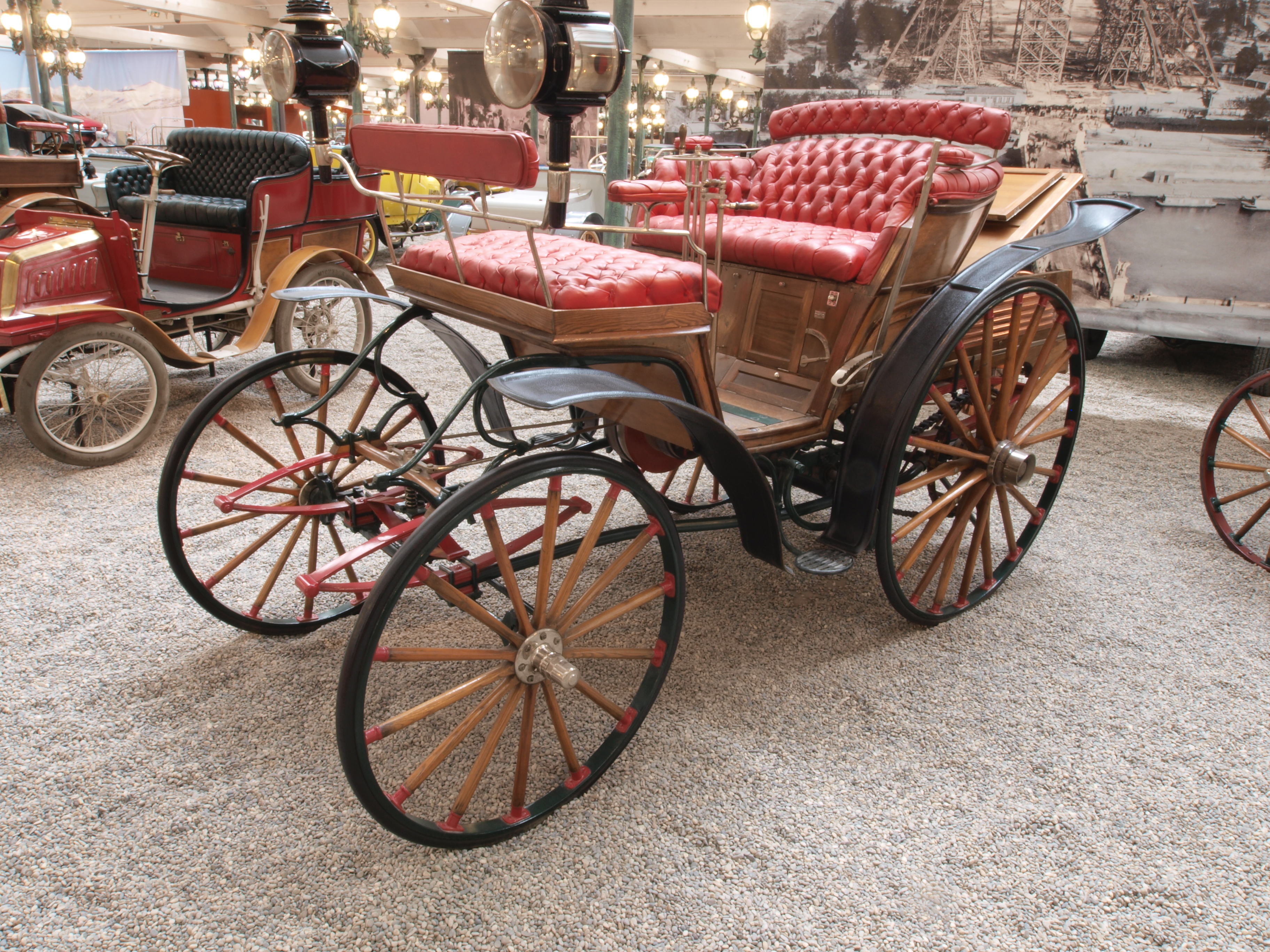
Benz Victoria (1893)

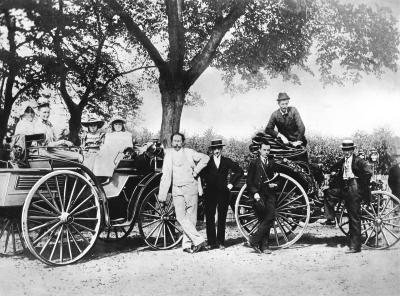
Карл Бенц, його сім'я і барон Теодор фон Лібіг в 1894 році, при поїздці з Мангейма в Гернсхайм, за кермом Benz Viktoria

| Час будівництва | Об'єм двигуна | Діаметр і хід поршня | Потужність        |
| --------------- | ------------- | -------------------- | ----------------- |
| 1893–1896       | 1730 см³      | 130 мм × 130 мм      | 3 к.с. (2,2 кВт.) |
| 1894–1895       | 1990 см³      | 130 мм × 150 мм      | 4 к.с. (2,9 кВт.) |
| 1895–1898       | 2650 см³      | 150 мм × 150 мм      | 5 к.с. (3,7 кВт.) |
| 1898–1900       | 2915 см³      | 150 мм × 165 мм      | 6 к.с. (4,4 кВт.) |

## Перегони
У 1894 році австрійський промисловець барон Теодор фон Лібіг (Theodor von I Liebig) вирушив у свої перші так звані перегони з Лібереця (Чехія), майже одразу після того, як у 1894 році, граф де Діон організував у Парижі перші автоперегони в світі Париж - Руан. Шлях фон Лібіга пролягав через  Мангейм в Реймс і назад в Ліберець. Барон рухався із швидкістю 13,5 км/год і в перший день приїхав до Вальдхайма, що розташований за 195 км від Лібереця. Victoria могла їхати з максимальною швидкістю 22 км/год. 
Наступні зупинки аристократа були зроблені в Айзенбергу і Айзенасі. На четвертий день поїздки настав найважчий етап - проїзд без зупинки до Мангейма - міста, де народилася Victoria, що тривав 26 годин. Конструктор Карл Бенц особисто вітав фон Лібіга та навіть організував святковий бал в честь барона на своїй фабриці.
Benz Viktoria в цій подорожі пройшов 2500 км, на що було витрачено 140 л бензину і 150 л води для охолодження радіатора.

## Цікаві факти
- Benz Victoria (Відео)